# Grand Prix Formule 1 van Duitsland 2018
De Grand Prix Formule 1 van Duitsland 2018 werd gehouden op 22 juli op het Hockenheimring. Het was de elfde race van het kampioenschap.

## Vrije trainingen

### Uitslagen
- Er wordt enkel de top-5 weergegeven.

| Vrije training 1 | Pos | No | Coureur          | Constructeur       | Tijd     |
| ---------------- | --- | -- | ---------------- | ------------------ | -------- |
| Vrije training 1 | 1   | 3  | Daniel Ricciardo | Red Bull-TAG Heuer | 1:13.525 |
| Vrije training 1 | 2   | 44 | Lewis Hamilton   | Mercedes           | 1:13.529 |
| Vrije training 1 | 3   | 33 | Max Verstappen   | Red Bull-TAG Heuer | 1:13.714 |
| Vrije training 1 | 4   | 5  | Sebastian Vettel | Ferrari            | 1:13.796 |
| Vrije training 1 | 5   | 77 | Valtteri Bottas  | Mercedes           | 1:13.903 |
| Vrije training 2 | Pos | No | Coureur          | Constructeur       | Tijd     |
| Vrije training 2 | 1   | 33 | Max Verstappen   | Red Bull-TAG Heuer | 1:13.085 |
| Vrije training 2 | 2   | 44 | Lewis Hamilton   | Mercedes           | 1:13.111 |
| Vrije training 2 | 3   | 77 | Valtteri Bottas  | Mercedes           | 1:13.190 |
| Vrije training 2 | 4   | 5  | Sebastian Vettel | Ferrari            | 1:13.310 |
| Vrije training 2 | 5   | 7  | Kimi Räikkönen   | Ferrari            | 1:13.427 |
| Vrije training 3 | Pos | No | Coureur          | Constructeur       | Tijd     |
| Vrije training 3 | 1   | 16 | Charles Leclerc  | Sauber-Ferrari     | 1:34.577 |
| Vrije training 3 | 2   | 9  | Marcus Ericsson  | Sauber-Ferrari     | 1:35.000 |
| Vrije training 3 | 3   | 35 | Sergej Sirotkin  | Williams-Mercedes  | 1:35.334 |
| Vrije training 3 | 4   | 5  | Sebastian Vettel | Ferrari            | 1:35.573 |
| Vrije training 3 | 5   | 10 | Pierre Gasly     | Toro Rosso-Honda   | 1:35.659 |

Testcoureurs in vrije training 1:
 Nicholas Latifi (Force India-Mercedes)

 Antonio Giovinazzi (Sauber-Ferrari)

## Kwalificatie
Sebastian Vettel behaalde voor Ferrari zijn vijfde pole position van het seizoen. Mercedes-coureur Valtteri Bottas zette de tweede tijd neer. Kimi Räikkönen reed de derde snelste tijd. Max Verstappen zette voor Red Bull de vierde tijd neer, voor de Haas-coureurs Kevin Magnussen en Romain Grosjean. Renault-coureurs Nico Hülkenberg en Carlos Sainz jr. kwalificeerden zich als zevende en achtste. De top 10 werd afgesloten door Sauber-coureur Charles Leclerc en Force India-rijder Sergio Pérez.
Lewis Hamilton viel aan het eind van het eerste deel van de kwalificatie stil vanwege hydraulische problemen. Zijn tijd was snel genoeg om door te gaan naar het tweede deel, maar hierin zette hij geen tijd neer. Red Bull-coureur Daniel Ricciardo kreeg na de afloop van de kwalificatie een straf van twintig startplaatsen omdat hij meerdere onderdelen van zijn motor moest wisselen, waarbij hij het maximale toegestane onderdelen per seizoen overschreed. Ook Toro Rosso-coureur Pierre Gasly moest zijn motor laten vervangen en kreeg dezelfde straf.

### Kwalificatie-uitslag
| Pos                 | No | Coureur           | Constructeur         | Q1       | Q2        | Q3       | Grid |
| ------------------- | -- | ----------------- | -------------------- | -------- | --------- | -------- | ---- |
| 1                   | 5  | Sebastian Vettel  | Ferrari              | 1:12.538 | 1:12.505  | 1:11.212 | 1    |
| 2                   | 77 | Valtteri Bottas   | Mercedes             | 1:12.962 | 1:12.152  | 1:11.416 | 2    |
| 3                   | 7  | Kimi Räikkönen    | Ferrari              | 1:12.505 | 1:12.336  | 1:11.547 | 3    |
| 4                   | 33 | Max Verstappen    | Red Bull-TAG Heuer   | 1:13.127 | 1:12.188  | 1:11.822 | 4    |
| 5                   | 20 | Kevin Magnussen   | Haas-Ferrari         | 1:13.105 | 1:12.523  | 1:12.200 | 5    |
| 6                   | 8  | Romain Grosjean   | Haas-Ferrari         | 1:12.986 | 1:12.722  | 1:12.544 | 6    |
| 7                   | 27 | Nico Hülkenberg   | Renault              | 1:13.479 | 1:12.946  | 1:12.560 | 7    |
| 8                   | 55 | Carlos Sainz jr.  | Renault              | 1:13.324 | 1:13.032  | 1:12.692 | 8    |
| 9                   | 16 | Charles Leclerc   | Sauber-Ferrari       | 1:13.077 | 1:12.995  | 1:12.717 | 9    |
| 10                  | 11 | Sergio Pérez      | Force India-Mercedes | 1:13.427 | 1:13.072  | 1:12.774 | 10   |
| 11                  | 14 | Fernando Alonso   | McLaren-Renault      | 1:13.614 | 1:13.657  |          | 11   |
| 12                  | 25 | Sergej Sirotkin   | Williams-Mercedes    | 1:13.708 | 1:13.702  |          | 12   |
| 13                  | 9  | Marcus Ericsson   | Sauber-Ferrari       | 1:13.562 | 1:13.736  |          | 13   |
| 14                  | 44 | Lewis Hamilton    | Mercedes             | 1:13.012 | geen tijd |          | 14   |
| 15                  | 3  | Daniel Ricciardo  | Red Bull-TAG Heuer   | 1:13.318 | geen tijd |          | 19   |
| 16                  | 31 | Esteban Ocon      | Force India-Mercedes | 1:13.720 |           |          | 15   |
| 17                  | 10 | Pierre Gasly      | Toro Rosso-Honda     | 1:13.749 |           |          | 20   |
| 18                  | 28 | Brendon Hartley   | Toro Rosso-Honda     | 1:14.045 |           |          | 16   |
| 19                  | 18 | Lance Stroll      | Williams-Mercedes    | 1:14.206 |           |          | 17   |
| 20                  | 2  | Stoffel Vandoorne | McLaren-Renault      | 1:14.401 |           |          | 18   |
| 107% tijd: 1:17.580 |    |                   |                      |          |           |          |      |

## Wedstrijd
De race werd gewonnen door Lewis Hamilton, die profiteerde van een crash van Sebastian Vettel, die vanaf de leiding onder natte omstandigheden van de baan schoof, en de safetycarfase die daarop volgde. Valtteri Bottas eindigde als tweede, terwijl Kimi Räikkönen het podium compleet maakte. Hij finishte met minder dan een seconde voorsprong op Max Verstappen. Nico Hülkenberg werd vijfde, voor Romain Grosjean, die in de laatste ronden nog een aantal coureurs inhaalde. De Force India-coureurs Sergio Pérez en Esteban Ocon werden zevende en achtste. De top 10 werd afgesloten door Sauber-coureur Marcus Ericsson en Carlos Sainz jr., maar de laatste coureur kreeg een straf van 10 seconden omdat hij achter de safetycar Charles Leclerc inhaalde. Het laatste punt ging hierdoor naar Toro Rosso-rijder Brendon Hartley.

### Race-uitslag
| Pos. | No. | Coureur           | Constructeur         | Rondes | Tijd/Oorzaak uitval | Grid | Punten |
| ---- | --- | ----------------- | -------------------- | ------ | ------------------- | ---- | ------ |
| 1    | 44  | Lewis Hamilton    | Mercedes             | 67     | 1:32:29.845         | 14   | 25     |
| 2    | 77  | Valtteri Bottas   | Mercedes             | 67     | +4.535              | 2    | 18     |
| 3    | 7   | Kimi Räikkönen    | Ferrari              | 67     | +6.732              | 3    | 15     |
| 4    | 33  | Max Verstappen    | Red Bull-TAG Heuer   | 67     | +7.654              | 4    | 12     |
| 5    | 27  | Nico Hülkenberg   | Renault              | 67     | +26.609             | 7    | 10     |
| 6    | 8   | Romain Grosjean   | Haas-Ferrari         | 67     | +28.871             | 6    | 8      |
| 7    | 11  | Sergio Pérez      | Force India-Mercedes | 67     | +30.556             | 10   | 6      |
| 8    | 31  | Esteban Ocon      | Force India-Mercedes | 67     | +31.750             | 15   | 4      |
| 9    | 9   | Marcus Ericsson   | Sauber-Ferrari       | 67     | +32.362             | 13   | 2      |
| 10   | 28  | Brendon Hartley   | Toro Rosso-Honda     | 67     | +34.197             | 16   | 1      |
| 11   | 20  | Kevin Magnussen   | Haas-Ferrari         | 67     | +34.919             | 5    |        |
| 12   | 55  | Carlos Sainz jr.  | Renault              | 67     | +43.069             | 8    |        |
| 13   | 2   | Stoffel Vandoorne | McLaren-Renault      | 67     | +46.617             | 18   |        |
| 14   | 10  | Pierre Gasly      | Toro Rosso-Honda     | 66     | +1 ronde            | 20   |        |
| 15   | 16  | Charles Leclerc   | Sauber-Ferrari       | 66     | +1 ronde            | 9    |        |
| 16   | 14  | Fernando Alonso   | McLaren-Renault      | 65     | Versnellingsbak     | 11   |        |
| DNF  | 18  | Lance Stroll      | Williams-Mercedes    | 53     | Motor               | 17   |        |
| DNF  | 5   | Sebastian Vettel  | Ferrari              | 51     | Ongeluk             | 1    |        |
| DNF  | 35  | Sergej Sirotkin   | Williams-Mercedes    | 51     | Motor               | 12   |        |
| DNF  | 3   | Daniel Ricciardo  | Red Bull-TAG Heuer   | 27     | Motor               | 19   |        |

## Bandengebruik
De coureurs mogen gebruik maken van medium, soft en ultra soft

## Tussenstanden wereldkampioenschap
Betreft tussenstanden voor het wereldkampioenschap na afloop van de race.

### Coureurs
| Positie | No. | Rijder           | Team                 | Punten |
| ------- | --- | ---------------- | -------------------- | ------ |
| 01      | 44  | Lewis Hamilton   | Mercedes             | 188    |
| 02      | 5   | Sebastian Vettel | Ferrari              | 171    |
| 03      | 7   | Kimi Räikkönen   | Ferrari              | 131    |
| 04      | 77  | Valtteri Bottas  | Mercedes             | 122    |
| 05      | 3   | Daniel Ricciardo | Red Bull-TAG Heuer   | 106    |
| 06      | 33  | Max Verstappen   | Red Bull-TAG Heuer   | 105    |
| 07      | 27  | Nico Hülkenberg  | Renault              | 52     |
| 08      | 14  | Fernando Alonso  | McLaren-Renault      | 40     |
| 09      | 20  | Kevin Magnussen  | Haas-Ferrari         | 39     |
| 10      | 11  | Sergio Pérez     | Force India-Mercedes | 30     |

### Constructeurs
| Positie | Team                 | Punten |
| ------- | -------------------- | ------ |
| 01      | Mercedes             | 310    |
| 02      | Ferrari              | 302    |
| 03      | Red Bull-TAG Heuer   | 211    |
| 04      | Renault              | 80     |
| 05      | Force India-Mercedes | 59     |
| 06      | Haas-Ferrari         | 59     |
| 07      | McLaren-Renault      | 48     |
| 08      | Toro Rosso-Honda     | 20     |
| 09      | Sauber-Ferrari       | 18     |
| 10      | Williams-Mercedes    | 4      |